# Tillandsia 'Candela'
Tillandsia 'Candela' es un cultivar híbrido del género Tillandsia perteneciente a la familia Bromeliaceae.
Es un híbrido creado en el año 1989 con la especie Tillandsia bartramii × Tillandsia schiedeana.